# کلینتونیا
کلینتونیا (نام علمی: Clintonia) نام یک سرده از زیرخانواده سوسن‌واران است.